# Valea Rece (okręg Marusza)
Valea Rece – wieś w Rumunii, w okręgu Marusza, w gminie Band. W 2011 roku liczyła 264 mieszkańców.